# Hexocera hexodon
Hexocera hexodon är en insektsart som först beskrevs av Wilhem de Haan 1842.  Hexocera hexodon ingår i släktet Hexocera och familjen torngräshoppor. Inga underarter finns listade i Catalogue of Life.